# Jakob Freud-Magnus
Jakob Freud-Magnus (født 15. juni 1956 i Torup Sogn, Nordsjælland) er komponist, sangskriver, musiker, forfatter, multikunstner og opfinder.
Han tog i 1983 hovedfag i musikvidenskab ved Aarhus Universitet og afsluttede bifag i filmvidenskab ved Københavns Universitet i 1989. Sideløbende med sine studier spillede han i det århusianske reggaeorkester Hjerter Knægt, komponerede musik til videoproduktioner og teaterforestillinger (bl.a. musik til teatergruppen Kimbris opsætning af Peer Gynt, tegnede for aviser og designede musikplakater mm. 
Efter endt uddannelse har Jakob Freud-Magnus undervist indenfor sine fagområder musik, film og medie. Dels som undervisningsassistent på Aarhus Universitet, dels som bl.a. højskolelærer på Samsø Folkehøjskole, Den Sønderjyske Højskole for musik og teater samt på Andebølle Ungdomshøjskole. Siden 1997 har han undervist på Den Pædagogiske Grunduddannelse i Odense samt arbejdet som konsulent indenfor området børn og kreativitet.
Som komponist har han skrevet for forskellige besætninger, og til forskellige lejligheder. Udover rock, reggae og jazz har han skrevet en del viser, danske sange, børnesange, revymelodier og kanons, ofte med tekster af digteren, billedhuggeren, og multikunstneren Steen Krarup Jensen, som han mødte i samarbejdet omkring skabelsen af vaudevillen Sundheden og Udstyret, skrevet til Århus Festuge 1989. Et udvalg af Jakob Freud Magnus og Steen Krarup Jensens sange findes i Edition Wilhelm Hansen, Sangbogen 2 og 3. I 2007 vandt sangskriverparret Spil Dansk Dagens konkurrence om at skrive en ny nationalsang, med værket Et lille land og lige midt i verden.
i 1995 opfandt og udviklede Jakob Freud-Magnus og Steen Krarup Jensen sammen verdens største musikinstrument, [Asphaltophonen] der var forløberen for senere musical roads, melody roads eller singing roads.
I 1994 fandt Jakob Freud-Magnus på en metode til at lave stereogrammer uden brug af computer, og han designede bl.a. en 3D-tapetbort for Fiona Tapetfabrik og beskrev teknikken i bogen Stereogrammer. Lav dine egne 3D-illusioner (forlaget Høst & Søn 1994). 
Han har siden arbejdet med opfindelse/udvikling af forskellige metoder, redskaber, og maskiner, bl.a. en malerullerenser til malerbranchen.